# Magiera
Magiera, właściwie Tomasz Janiszewski (ur. 1980) – polski muzyk, kompozytor, producent muzyczny i inżynier dźwięku. Tomasz Janiszewski znany jest przede wszystkim jako współtwórca duetu producenckiego White House, w ramach którego działa od 1997 roku. Ponadto, wraz z Igorem Pudło znanym z występów w zespole Skalpel współtworzy formację Evorevo. W latach 2002–2003 grał na instrumentach klawiszowych w zespole rocka alternatywnego Hurt.
Samodzielnie jako producent muzyczny współpracował m.in. z takimi wykonawcami jak: Pokahontaz, Tymon, Slums Attack, Peja, donGURALesko, Tede, Trzeci Wymiar, WWO, Fenomen, Sokół, Pono, L.U.C. oraz Pih, Kali, O.S.T.R, Kukon, Małpa, Oki czy Sobel.

## Wybrana dyskografia
Albumy
| Rok                                                     | Album | Pozycja na liście | Certyfikat                 |
| Rok                                                     | Album | POL               | Certyfikat                 |
| ------------------------------------------------------- | --- | ----------------- | -------------------------- |
| 2000                                                    | 2071 (oraz Lulek) - Wydany: październik 2000 - Wytwórnia: Blend Records                                       | –                 |                            |
| 2008                                                    | Oddycham smogiem (oraz Tymon, gościnnie: Mały72) - Wydany: 11 kwietnia 2008 - Wytwórnia: Asfalt Records       | –                 |                            |
| 2019                                                    | Chudy chłopak (oraz Kali) - Wydany: 7 czerwca 2019 - Wytwórnia: Ganja Mafia Label                             | 1                 | - ZPAV: platynowa płyta    |
| 2020                                                    | Afera (oraz Kukon) - Data: 26 czerwca 2020 - Wydawca: Sony Music Entertainment - Format: CD, digital download |                   | - ZPAV: złota płyta        |
| 2021                                                    | Feat. - Wydany: 17 września 2021 - Wytwórnia: Sony Music Entertainment Poland                                 | 3                 | - ZPAV: 2× platynowa płyta |
| 2022                                                    | 8171 (oraz Szczyl) - Wydany: 28 października 2022 - Wytwórnia: Sony Music Entertainment                       | 5                 |                            |
| „–” oznacza, że album nie był notowany na danej liście. | |                   |                            |

Single
| Rok  | Tytuł                                      | Certyfikat                  | Album         |
| ---- | ------------------------------------------ | --------------------------- | ------------- |
| 2019 | „F.I.R.M.A” (oraz Kali)                    | - ZPAV: złota płyta         | Chudy chłopak |
| 2019 | „Mary Jane” (oraz Kali; gośc. Włodi)       | - ZPAV: złota płyta         | Chudy chłopak |
| 2019 | „Hamlet” (oraz Kali)                       | - ZPAV: platynowa płyta     | Chudy chłopak |
| 2019 | „Front” (oraz Kali)                        | - ZPAV: platynowa płyta     | Chudy chłopak |
| 2019 | „Poza światem” (oraz Kali; gośc. O.S.T.R.) | - ZPAV: złota płyta         | Chudy chłopak |
| 2020 | „Czarne BMW” (oraz Kukon; gośc. Avi)       | - ZPAV: złota płyta         | Afera         |
| 2021 | „Naszyjnik” (gośc. Sarius, Szczyl)         | - ZPAV: złota płyta         | Feat.         |
| 2021 | „Polityka” (gośc. Kukon, Malik Montana)    | - ZPAV: platynowa płyta     | Feat.         |
| 2021 | „Drobna zabawa” (gośc. Sobel)              | - ZPAV: 2x diamentowa płyta | Feat.         |

Inne certyfikowane utwory
| Rok  | Tytuł                   | Certyfikat              | Album         |
| ---- | ----------------------- | ----------------------- | ------------- |
| 2019 | „Lost Tape” (oraz Kali) | - ZPAV: złota płyta     | Chudy chłopak |
| 2019 | „Blok D” (oraz Kali)    | - ZPAV: platynowa płyta | Chudy chłopak |

Inne
| Rok  | Album                                                                       | Uwagi                                                                           |
| ---- | --------------------------------------------------------------------------- | ------------------------------------------------------------------------------- |
| 2000 | Stan rzeczy – Ideo                                                          | realizacja nagrań                                                               |
| 2001 | Nadal lubię... życie inaczej – Beat Squad                                   | „Po raz drugi degustacja” (gościnnie: Lewa, Magiera)                            |
| 2001 | Promillenium – F.F.O.D.                                                     | produkcja utworów „Friday Night Practice”, „Uncork the Brews” i „Hell No”       |
| 2001 | Playa prezentuje... Volume 2 (kompilacja)                                   | remiks utworu „Zjednoczone emiraty poznańskie” oraz produkcja utworu „Sensacja” |
| 2001 | Blokersi (ścieżka dźwiękowa)                                                | „Blokersi” – Magiera                                                            |
| 2002 | Podpisano: Wozu – Majestat                                                  | produkcja utworu „Dzień za dniem” oraz realizacja nagrań                        |
| 2002 | JuNouMi Records EP Vol. 2 (kompilacja)                                      | produkcja utworu „Intro”                                                        |
| 2003 | JuNouMi Records EP Vol. 3 (kompilacja)                                      | koprodukcja utworu „Nie narzekam”                                               |
| 2003 | Wspólne zadanie – Ski Skład                                                 | produkcja utworu „Kto ma lepiej” oraz instrumenty klawiszowe i gitara basowa    |
| 2004 | Nic co ludzkie – 1z2                                                        | produkcja utworów „Niezliczona ilość dni”, „Proste życie” i „Fenomen”           |
| 2005 | Powrót do przeszłości – Stylowa Spółka Społem                               | realizacja nagrania utworu „Ochy-Achy”                                          |
| 2006 | Haelucenogenoklektyzm. Przypowieść o zagubieniu w czasoprzestrzeni – L.U.C. | „Elektroneuronowa przyjaźń” (gościnnie: Magiera, Mały72)                        |
| 2006 | JuNouDet (kompilacja)                                                       | produkcja utworu „Mam cię na języku” (Wersja Junoumi)                           |
| 2009 | Asfalt Records 1999–2009 (kompilacja)                                       | „Oddycham smogiem” – Magierski/Tymon                                            |
| 2010 | Dowód rzeczowy nr 1 – Pih                                                   | produkcja utworu „Brutalna leksyka”                                             |
| 2011 | Wbrew wskazówkom – Tomasz Andersen                                          | produkcja utworu „Kruki”                                                        |
| 2012 | Last Party in Breslau – Igor Boxx                                           | remiks utworu „Alarm” (Magierski Live Session Remix)                            |
| 2012 | Jestem… – Bednarek                                                          | realizacja nagrań                                                               |
| 2018 | 25 godzin – Peja/Slums Attack                                               | produkcja                                                                       |
| 2019 | Blur – Małpa                                                                | produkcja                                                                       |
| 2019 | Chudy chłopak – Kali                                                        | produkcja                                                                       |
| 2019 | Twarzova - Vienio + Magiera                                                 | produkcja                                                                       |
| 2019 | Renesans - Pokahontaz                                                       | produkcja                                                                       |
| 2019 | G.O.A.T. - Peja                                                             | produkcja                                                                       |
| 2019 | O.S.T.R. & Magiera - Arhytmogenic EP                                        | produkcja                                                                       |